# Marcos Muchiut

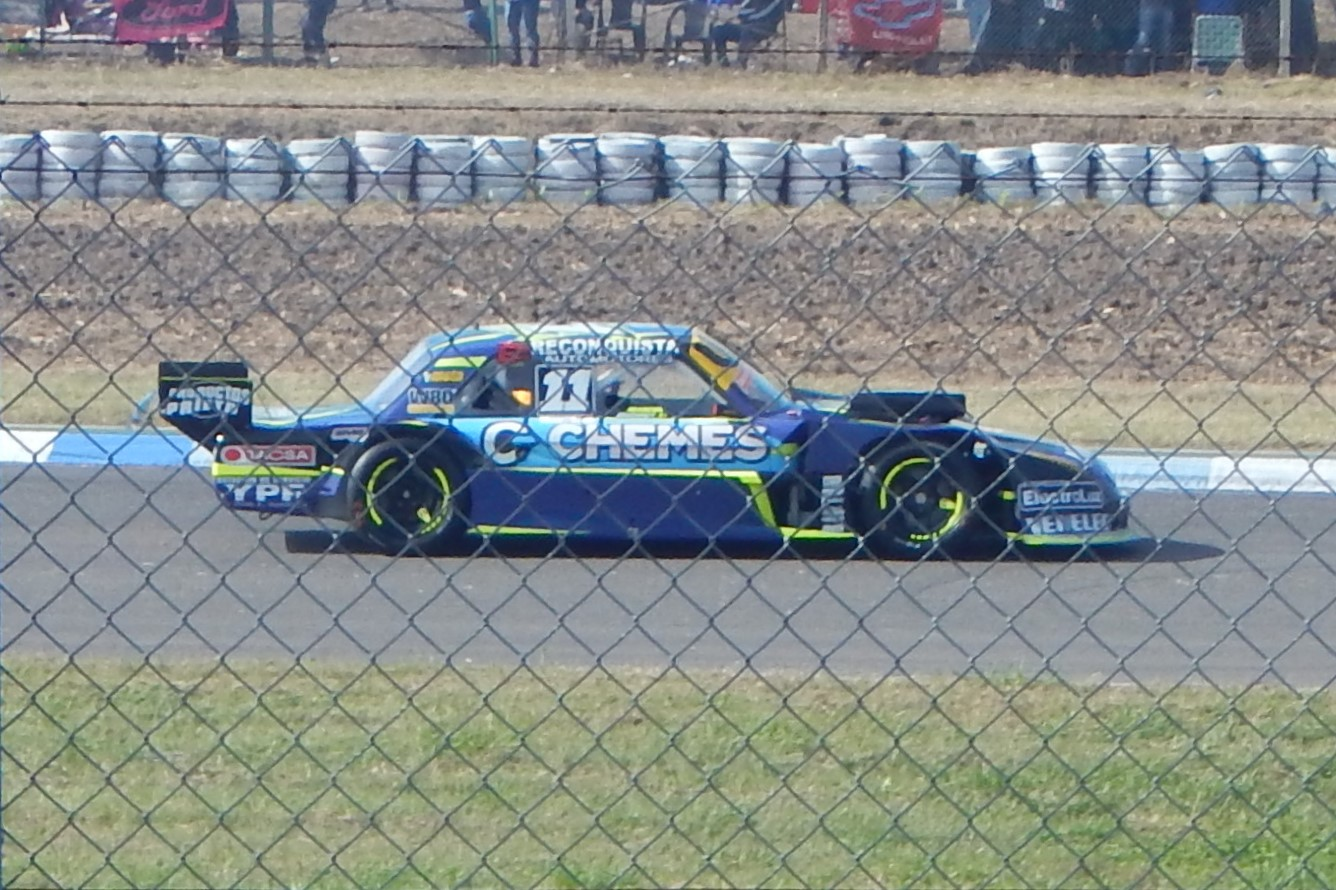
Marcos Muchiut en TC Pista 2019.

Marcos Muchiut (Guadalupe Norte, Provincia de Santa Fe, 31 de enero de 1992) es un piloto argentino de automovilismo. Iniciado en el ambiente del karting, debutó profesionalmente en la Fórmula Renault Argentina en la temporada 2010. Compitió en esta categoría hasta el año 2012, teniendo como mejor ubicación el 4.º puesto del campeonato de esa temporada.
Sus inicios los dio de la mano de la escudería Werner Competición, propiedad de la familia del piloto entrerriano Mariano Werner con la cual también incursionó en el año 2013 en la divisional TC Mouras de la Asociación Corredores de Turismo Carretera, donde conquistó dos triunfos en el año 2014 y el subcampeonato de esa temporada al comando de una unidad Ford Falcon. Tras la obtención de este resultado, en el año 2015 ascendió a la divisional TC Pista, donde continuó compitiendo con un Ford Falcon, bajo el ala del Gabriel Werner Competición.

## Biografía
Sus inicios deportivos tuvieron lugar en el ámbito del karting de la Provincia de Santa Fe, donde consiguió experiencia suficiente para en el año 2010 poder volcarse a la actividad profesional. En ese aspecto, su debut se produjo en el inicio mismo de la temporada 2010, formando parte del plantel de pilotos de la estructura "Werner Junior", dirigida por el ex-bicampeón de la especialidad Mariano Werner, dependiente a su vez del equipo Werner Competición. La sociedad de Muchiut con la familia entrerriana tuvo buenos resultados en esta temporada, lo que facilitó su continuidad una temporada más.
Tras un regular 2011, Muchiut renovó con Werner para desarrollar una temporada más de Fórmulas, pero en esta oportunidad con posibilidad de proyectar la carrera del santafesino hacia una categoría de turismos. Fue así que a la par de su incursión en la Fórmula Renault, en 2012 se produjo también el debut de Muchiut en su primera categoría de turismos, al ingresar a la divisional TC Pista Mouras de la Asociación Corredores de Turismo Carretera. A pesar de que en esta última categoría solamente alcanzó a desarrollar dos competencias, sus pergaminos adquiridos en la Fórmula Renault y el haber desarrollado como mínimo esas dos competencias fueron pergaminos suficientes para recibir autorización para competir a partir de la temporada siguiente en la divisional TC Mouras.

## Trayectoria
| Año  | Categoría                            | Automóvil       |
| ---- | ------------------------------------ | --------------- |
| 2010 | Debut en Fórmula Renault Argentina   | Tito 02-Renault |
| 2011 | Fórmula Renault Argentina            | Tito 02-Renault |
| 2012 | Fórmula Renault Argentina            | Tito 02-Renault |
| 2012 | Debut en TC Pista Mouras, 2 carreras | Ford Falcon     |
| 2013 | Debut en TC Mouras                   | Ford Falcon     |
| 2014 | Subcampeón de TC Mouras              | Ford Falcon     |
| 2015 | Debut en TC Pista                    | Ford Falcon     |
| 2016 | TC Pista                             | Ford Falcon     |
| 2017 | TC Pista                             | Ford Falcon     |
| 2018 | TC Pista                             | Ford Falcon     |
| 2019 | TC Pista                             | Ford Falcon     |
| 2020 | TC Pista, 2 carreras                 | Ford Falcon     |

- [6][7]

### Trayectoria en TC Pista Mouras
| Temporadas                 | Temporadas  | Fechas | Fechas | Fechas | Fechas | Fechas | Fechas | Fechas | Fechas | Fechas | Fechas | Fechas | Fechas | Fechas | Fechas | Posición final   |
| Equipos                    | Automóvil   | Fechas | Fechas | Fechas | Fechas | Fechas | Fechas | Fechas | Fechas | Fechas | Fechas | Fechas | Fechas | Fechas | Fechas | Posición final   |
| -------------------------- | ----------- | ------ | ------ | ------ | ------ | ------ | ------ | ------ | ------ | ------ | ------ | ------ | ------ | ------ | ------ | ---------------- |
| 2012                       | 2012        | 01     | 02     | 03     | 04     | 05     | 06     | 07     | 08     | 09     | 10     | 11     | 12     | 13     | 14     | 37.º (15 puntos) |
| Gabriel Werner Competición | Ford Falcon | NP     | NP     | NP     | NP     | 7.º    | NP     | 8.º    | NP     | NP     | NP     | NP     | NP     | NP     | NP     | 37.º (15 puntos) |

### Trayectoria en TC Mouras
| Temporadas                 | Temporadas  | Fechas                                                            | Fechas | Fechas | Fechas | Fechas | Fechas | Fechas | Fechas | Fechas | Fechas | Fechas | Fechas | Fechas | Fechas | Posición final      |
| Equipos                    | Automóvil   | Fechas                                                            | Fechas | Fechas | Fechas | Fechas | Fechas | Fechas | Fechas | Fechas | Fechas | Fechas | Fechas | Fechas | Fechas | Posición final      |
| -------------------------- | ----------- | ----------------------------------------------------------------- | ------ | ------ | ------ | ------ | ------ | ------ | ------ | ------ | ------ | ------ | ------ | ------ | ------ | ------------------- |
| 2013                       | 2013        | 01                                                                | 02     | 03     | 04     | 05     | 06     | 07     | 08     | 09     | 10     | 11     | 12     | 13     | 14     | 7.º (463.75 puntos) |
| Gabriel Werner Competición | Ford Falcon | 13                                                                | 5º     | 3º     | 10     | 6º     | 5.º    | 3.º    | Ex.    | 9.º    | 13     | 15     | 7º     | 19     | 13     | 7.º (463.75 puntos) |
|                            |             |                                                                   |        |        |        |        |        |        |        |        |        |        |        |        |        |                     |
| 2014                       | 2014        | [[Archivo:\|20x20px\|border\|Bandera del Partido de La Costa]] 01 | 02     | 03     | 04     | 05     | 06     | 07     | 08     | 09     | 10     | 11     | 12     | 13     | 14     | 2.º (590.50 puntos) |
| Gabriel Werner Competición | Ford Falcon | 6º                                                                | 6.º    | 10     | 10     | 7.º    | 17     | 15     | 4º     | 4.º    | 1º     | 2.º    | 1.º    | 15     | 13     | 2.º (590.50 puntos) |

## Palmarés
| Título     | Categoría | Automóvil   | Año  |
| ---------- | --------- | ----------- | ---- |
| Subcampeón | TC Mouras | Ford Falcon | 2014 |

- [8]